# Perpignan-6 (kanton)
Perpignan-6 er en fransk kanton beliggende i departementet Pyrénées-Orientales i regionen Occitanie. Kantonen blev udvidet med Toulouges pr. dekret 26. februar 2014. Hele kantonen ligger i Arrondissement Perpignan. Hovedby er Perpignan.
Perpignan-6 består af 2 kommuner :
- Perpignan - den vest-sydvestlige del af kommunen
- Toulouges

## Historie
Kantonen blev etableret 16. august 1973.